# Morten Schelde
Morten Medegaard Schelde (født 8. marts 1972 i København), søn af afdøde lærer Ole Schelde og hustru Grethe Medegaard af Birkerød, er en dansk kunstner. Han er uddannet på Det Fynske Kunstakademi 1994-96 og på det Det Kongelige Danske Kunstakademi 1996-2001. Han er primært kendt for sine karateristiske brug af rød farveblyant på store tegninger. Han er en af de primære bidragsydere blandt en stærk dansk generation af tegnere[kilde mangler].